# Устьянцев, Леонид Фёдорович
Леони́д Фёдорович Устья́нцев (1 января 1930, Багаряк, Уральская область — 1 февраля 2008, Екатеринбург) — советский и российский ювелир, народный художник Российской Федерации (2004).

## Биография
Родился 1 января 1930 года в селе Багаряк.
В 1951 году — окончил Свердловское художественно-ремесленное училище № 42, и тогда же стал работать ювелиром-монтировщиком на Свердловской ювелирно-гранильной фабрике. В 1956 году без отрыва от работы окончил Свердловское художественное училище имени И. Д. Шадра. С 1953 года участвовал в выставках.
В 1966 году переехал в Смоленск, работал художником-ювелиром на Смоленской фабрике по производству бриллиантов, в этот период выполнял изделия для Алмазного фонда СССР.
В 1969 году вернулся в Свердловск и до 1979 года работал на Свердловском ювелирном заводе. В 1979 году перешёл на творческую работу в Свердловский творческо-производственный комбинат при областном отделении Союза художников СССР.
Автор серии гарнитуров из драгоценных металлов, драгоценных, полудрагоценных и поделочных камней, которые в настоящее время хранятся в Алмазном фонде, Оружейной палате, Государственном историческом музее, других музеях страны и в частных коллекциях.
Умер 1 февраля 2008 года. Похоронен на Широкореченском кладбище Екатеринбурга.

Работы Л. Ф. Устьянцева в Музее истории камнерезного и ювелирного искусства в Екатеринбурге
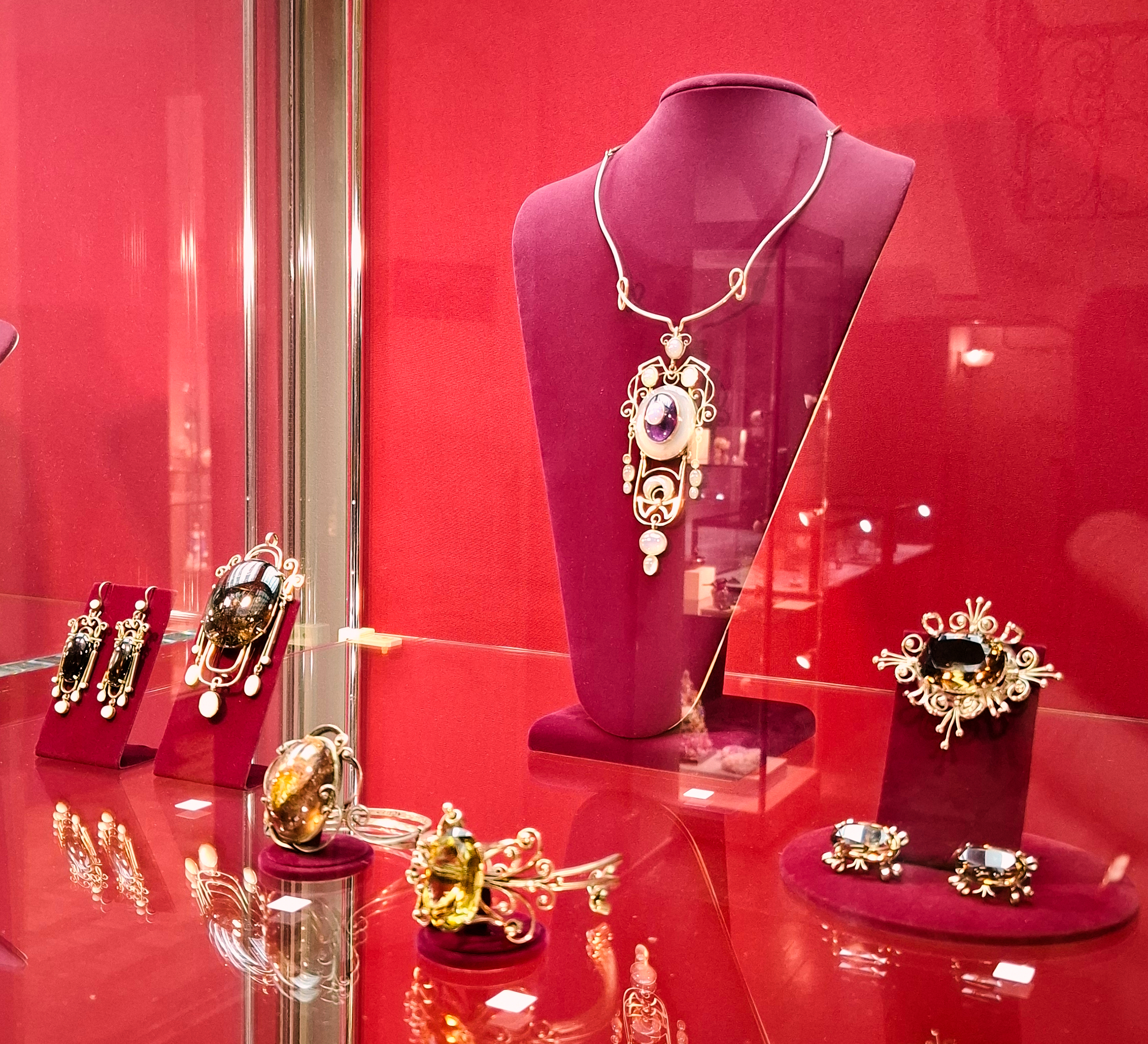
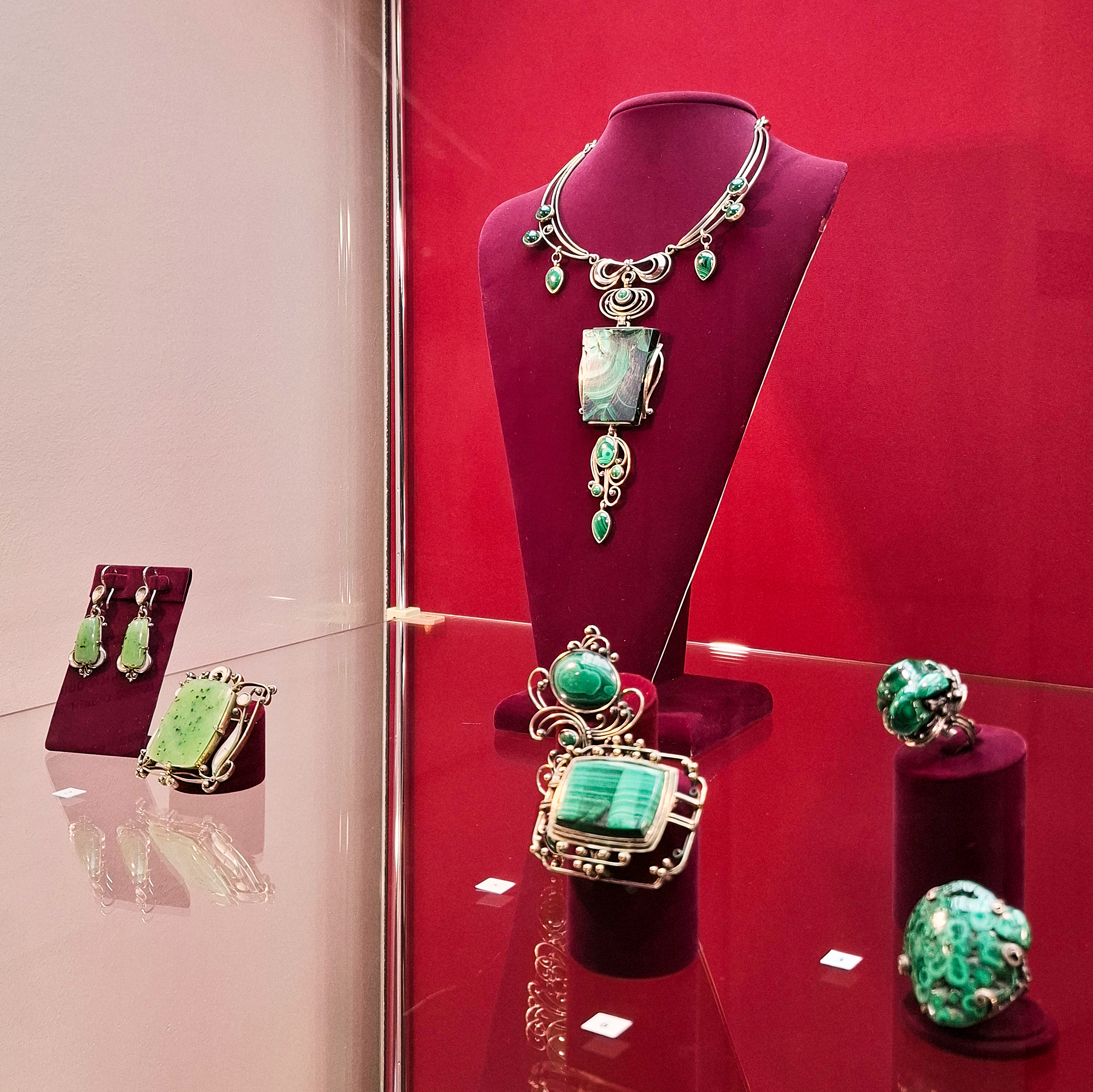
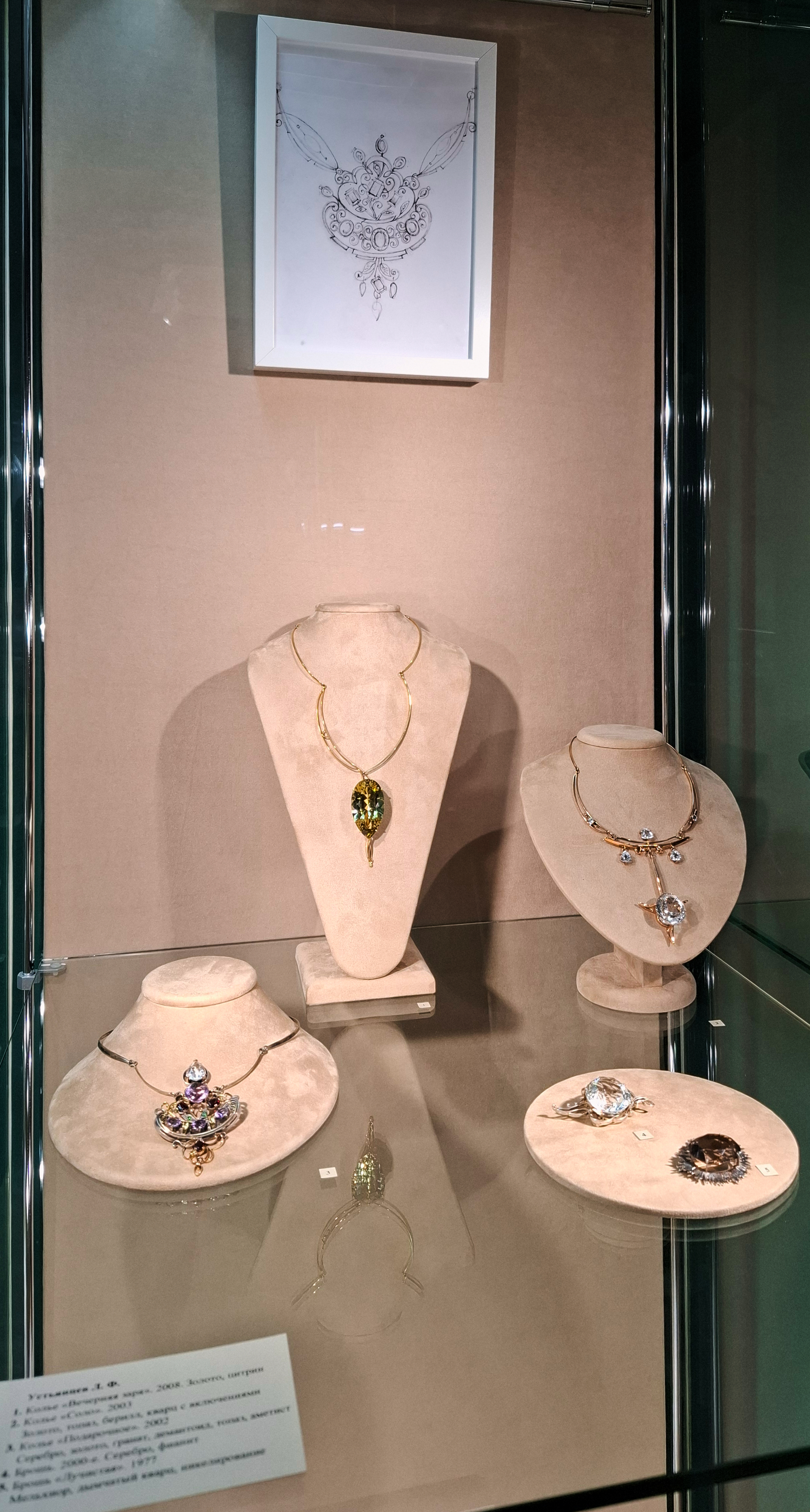
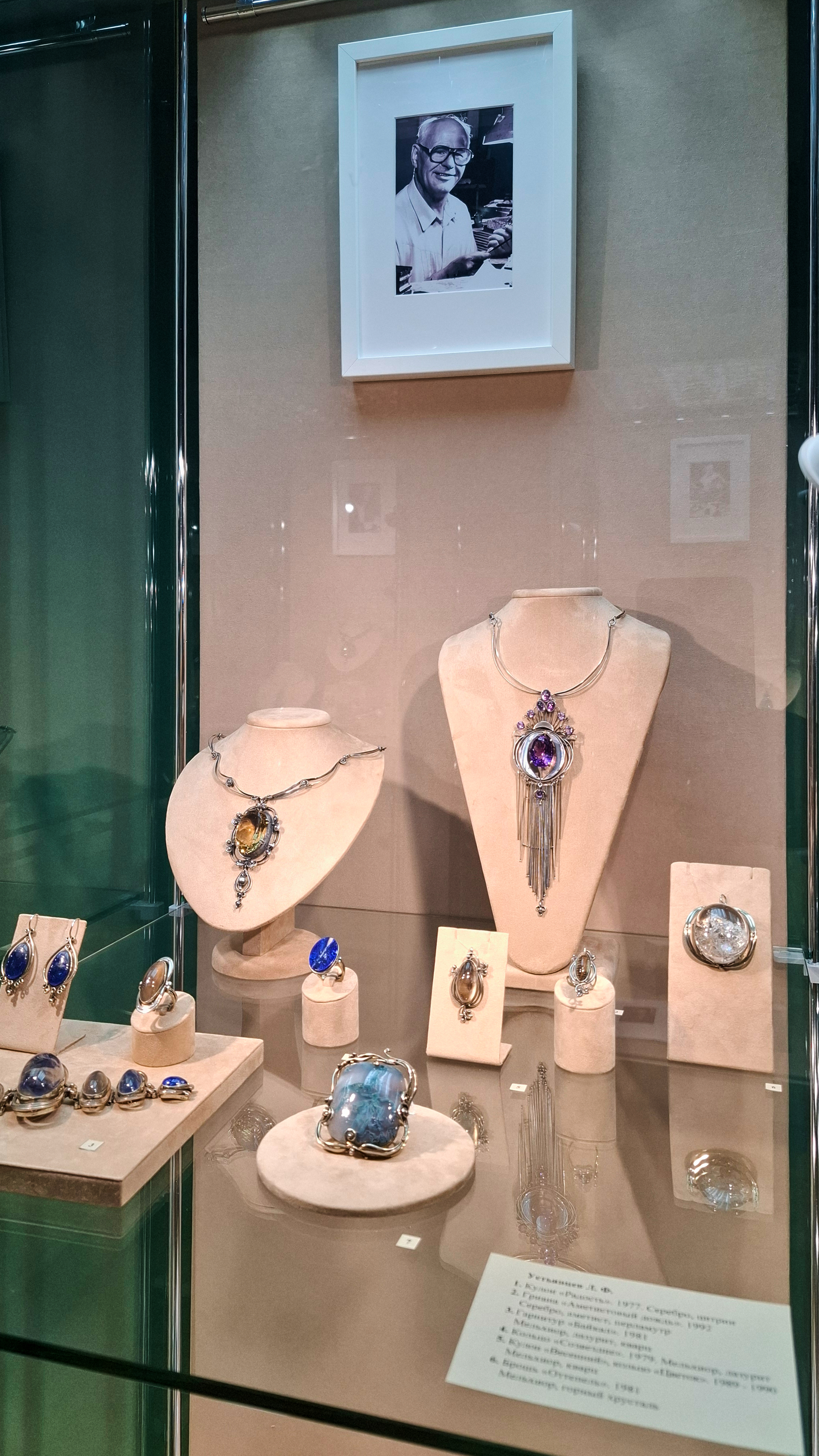
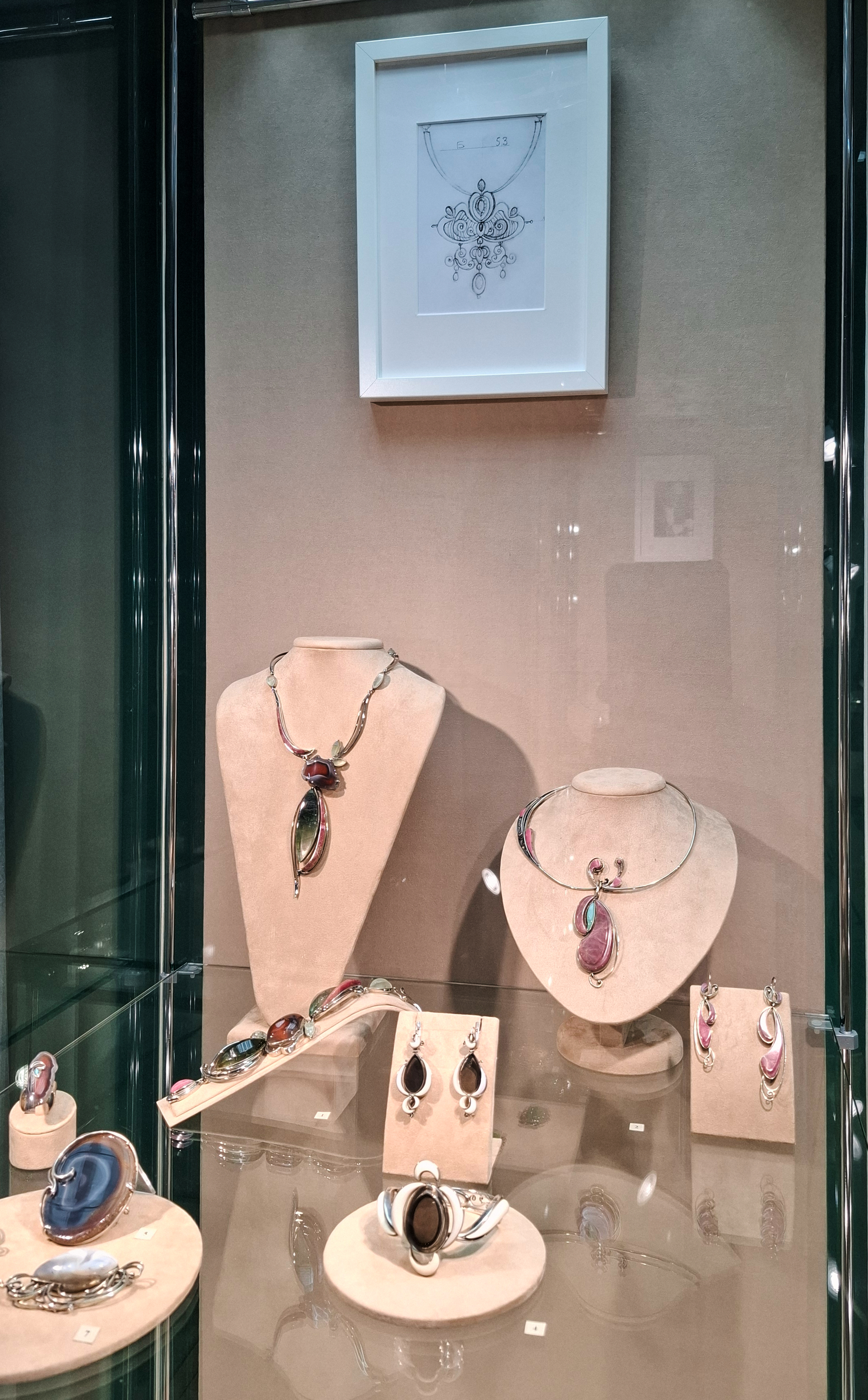
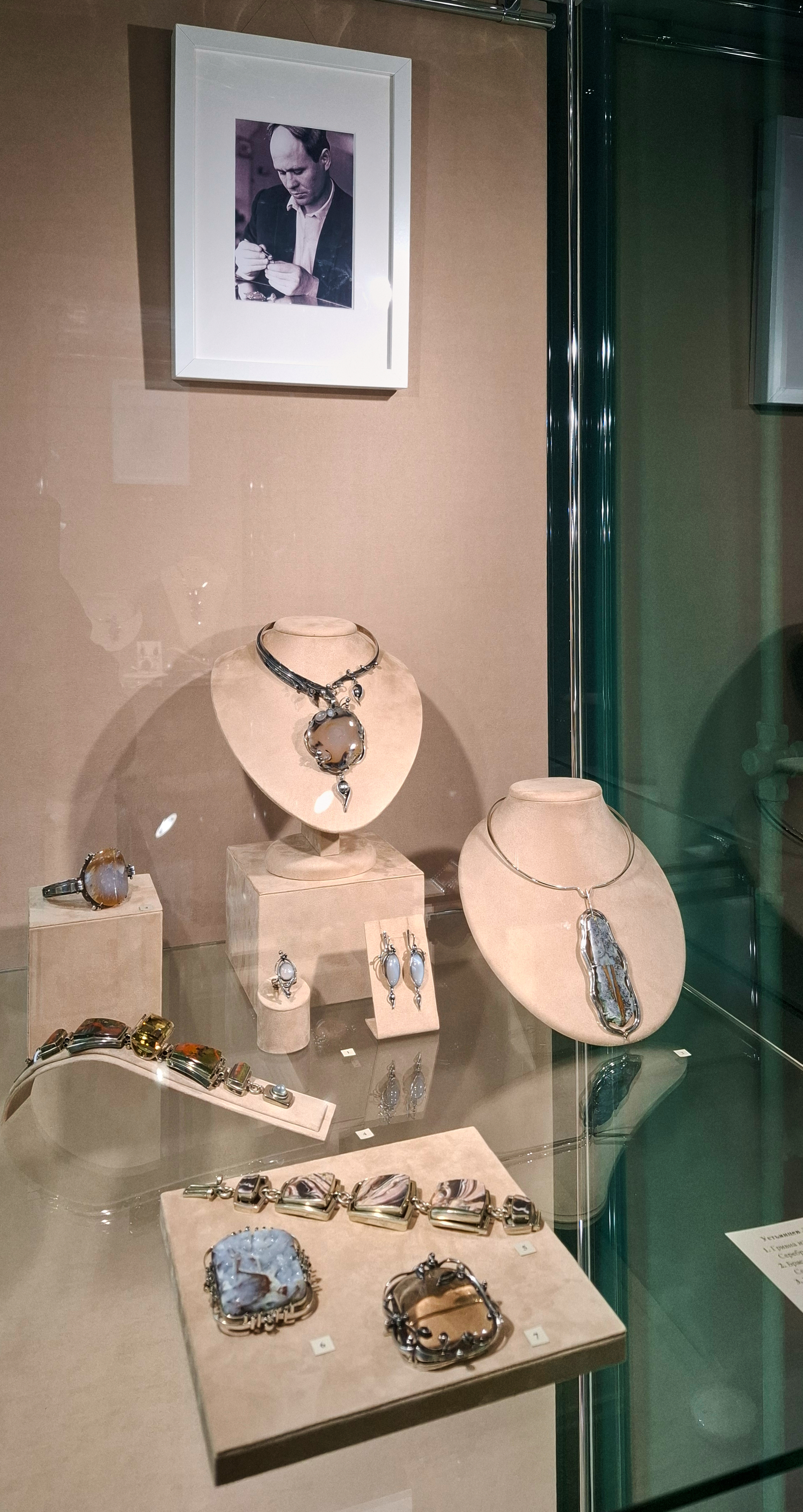
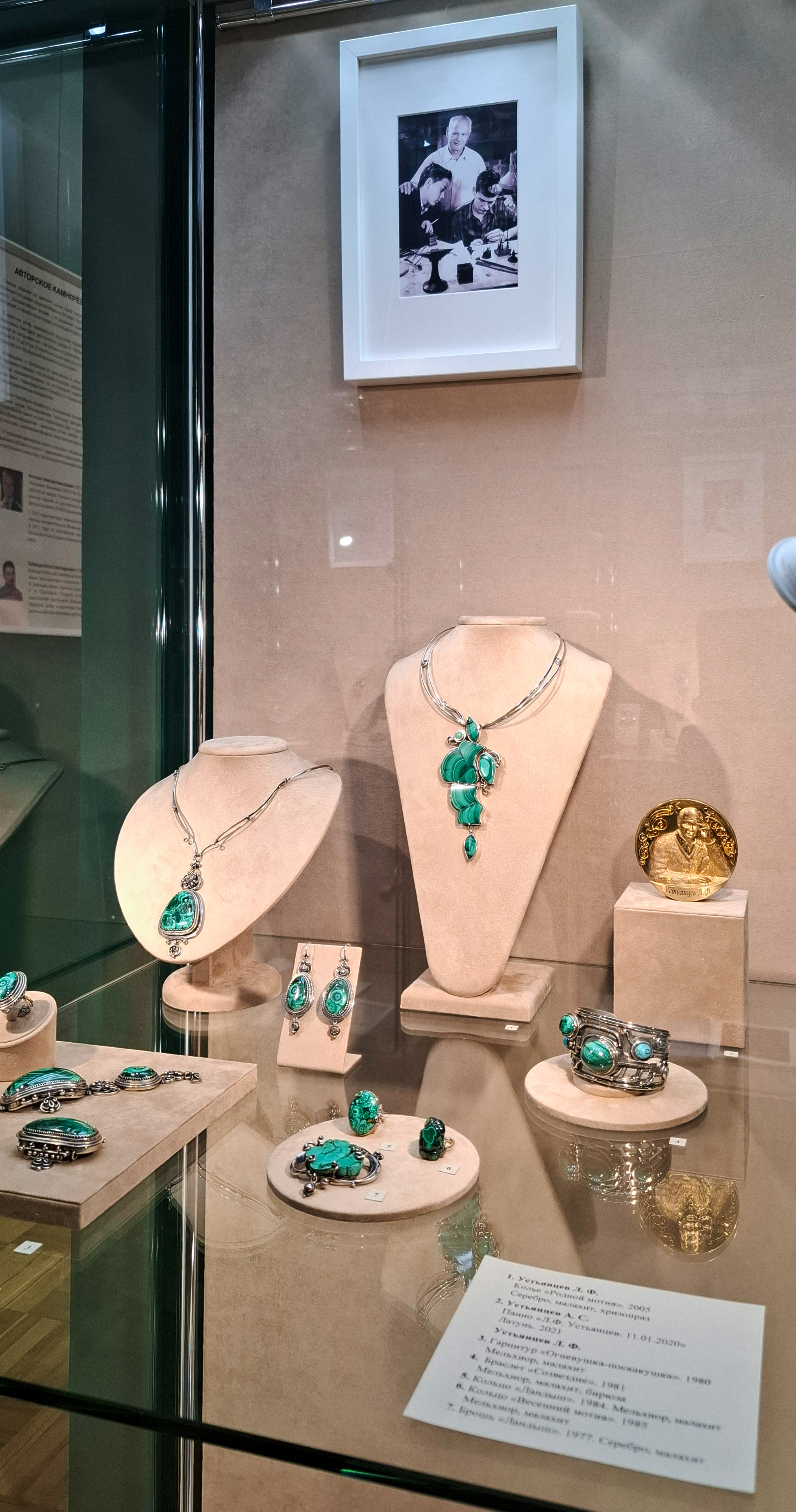

## Награды
- Народный художник Российской Федерации (2004)
- Заслуженный художник РСФСР (1991)